# لي مارشال (لاعب كرة قدم)
لي مارشال (بالإنجليزية: Lee Marshall)‏ (21 نوفمبر 1996 بغلوستر في المملكة المتحدة - ) هو لاعب كرة قدم بريطاني في مركز الوسط. لعب مع سويندون تاون.

## وصلات خارجية
- لي مارشال على موقع قاعدة بيانات كرة القدم.إي يو (الإنجليزية)
- لي مارشال على موقع Soccerbase.com (لاعب) (الإنجليزية)